# Casa în care a locuit I. F. Secrieru (Abaclia)
Casa în care a locuit I. F. Secrieru este o clădire amplasată în Abaclia, raionul Basarabeasca, Republica Moldova. Este un monument istoric de importanță națională inclus în Registrul monumentelor Republicii Moldova ocrotite de stat cu nr. 6 (raionul Basarabeasca).